# Acacia pedleyi
Acacia pedleyi là một loài thực vật có hoa trong họ Đậu. Loài này được Tindale & Kodela miêu tả khoa học đầu tiên.